# Thomas Brown
Thomas Brown (n. 2 februarie 1885, Halleck⁠(d), Comitatul Monongalia, Virginia de Vest, SUA – d. 4 noiembrie 1950, Rawlins⁠(d), Wyoming, SUA) a fost un trăgător de tir ce a reprezentat Statele Unite ale Americii, medaliat olimpic. A participat la o ediție a Jocurilor Olimpice (1920) în care a câștigat o medalie de argint și o medalie de bronz.